# Manutenção preventiva
Manutenção preventiva é toda a ação sistemática de controle e monitoramento, com o objetivo de reduzir ou impedir falhas no desempenho de  equipamentos, máquina, ou estrutura . A manutenção aumenta a confiabilidade e leva o equipamento a operar sempre próximo das condições em que saiu de fábrica.Alem de que podem prevenir danos mais severos aos equipamentos ou casa.  
A manutenção preventiva também é muito utilizada na manutenção predial, ou seja na construção Civil, pois é mais rápida e barata que uma manutenção corretiva. 

## Tipos de manutenção
- Carpintaria
- Marcenaria
- Construção civil
- Bombeiro hidráulico
- Eletricidade
- Mecânica geral
- Mecânica de automóveis
- Pintura

## Manutenção corretiva
Como o próprio nome diz, este tipo de manutenção significa deixar o equipamento, máquina trabalhar até avariar, ou se tratando da manutenção predial, até a patologia se tornar evidente e, depois, corrigir o problema.
Ela não é necessariamente uma manutenção de emergência, pois entra em ação mesmo quando há avaria, ou quando o equipamento começa a operar com desempenho deficiente. Em linhas gerais, a manutenção corretiva significa restaurar ou corrigir o funcionamento da máquina. 

## Manutenção preventiva
Manutenção preventiva é uma ação planejada e sistemática de tarefas de prevenção de forma constante e envolve programas de inspeção, reformas, reparos, entre outros. A manutenção preventiva é a monitoração de um determinado objeto estudado para evitar que ele apresente erros ou se quebre. Uma das formas de fazer isso é criando um plano para o determinado objeto, seja equipamento, máquina ou edificação quando se trata de manutenção predial.

## Manutenção preditiva
É o acompanhamento periódico dos equipamentos, baseado na análise de dados coletados através de  monitoração ou inspeções em campo. O objetivo principal da manutenção preditiva é a verificação pontual do funcionamento dos equipamentos, antecipando eventuais problemas que possam causar gastos maiores como a manutenção corretiva.
A manutenção preditiva é conhecida como uma técnica de manutenção com base no estado do equipamento. Outras terminologias tem surgido como ferramentas de gerência de manutenção, estes novos termos - RCM, manutenção centrada na confiabilidade; MPT, manutenção produtiva total; e JIT, manutenção Just-in-Time - são apresentadas como substitutas à manutenção preditiva e a solução definitiva aos seus altos custos de manutenção.
A manutenção preditiva tenta definir o estado futuro do equipamento e o tempo de sua durabilidade. Tem base na medição e coleta de dados por monitoração: vibração, análises de óleo, ultrassom e termografia, entre outras. Esta avaliação, entretanto, peca por ser pouco precisa.